# William FitzGerald (książę)
William Robert FitzGerald (ur. 13 marca 1749 w Londynie, zm. 20 października 1804 w Carton House) – brytyjski arystokrata irlandzkiego pochodzenia, syn Jamesa FitzGeralda, 1. księcia Leinster i lady Emilii Lennox, córki 2. księcia Richmond i Lennox.
Dziedzicem swojego ojca został po śmierci swojego starszego brata George’a w 1765 r. Otrzymał wówczas tytuł hrabiego Offaly. Tytuł książęcy odziedziczył po śmierci swojego ojca w 1773 r. Dodatkowo posiadał tytuł wicehrabiego Leinster w parostwie Wielkiej Brytanii (tytuł książęcy był w parostwie Irlandii), z racji którego miał prawo do zasiadania w Izbie Lordów. Był gorącym zwolennikiem unii Irlandii z Koroną brytyjską. Za to poparcie otrzymał po zawarciu unii 30 000 funtów rekompensaty za utratę kontroli nad niektórymi okręgami wyborczymi.
Książę Leinster był konflikcie z dwukrotnym lordem namiestnikiem Irlandii, George’em Nugent-Temple-Grenvillem, 1. markizem Buckingham. Konflikt ten był spowodowany odmową nadania Leinsterowi Orderu Podwiązki oraz urzędu wiceskarbnika Irlandii.
4 listopada 1775 r. poślubił Emilię Olivię St. George (przed 1760 – 23 czerwca 1798), córkę George’a St. George, 1. barona St. George i Elizabeth Dominick, córki Christophera Dominicka. William i Emilia mieli razem trzech synów i sześć córek:
- Isabella Charlotte FitzGerald, żona generała-majora Louisa Guy Charlesa Guillaume de Rohan-Chabot, miała dzieci
- Emily FitzGerald, żona Johna Henry’ego, miała dzieci
- George FitzGerald (20 czerwca 1783 – luty 1784), markiz Kildare
- Cecilia Olivia Geraldine FitzGerald (3 marca 1786 – 27 lipca 1783), żona Thomasa Foleya, 3. barona Foley, miała dzieci
- Olivia Letitia Catherine FitzGerald (9 września 1787 – 28 lutego 1858), żona Charlesa Kinnairda, 8. lorda Kinnaird, miała dzieci (jej wnukiem był piłkarz i działacz sportowy Arthur Kinnaird, 11. lord Kinnaird)
- Mary FitzGerald (ur. przed 1789), żona sir C. Rossa, 1. baroneta, miała dzieci
- Elizabeth FitzGerald (przed 1790 – 28 lutego 1857), żona Edwarda Bakera, 1. baroneta, miała dzieci
- Augustus Frederick FitzGerald (21 sierpnia 1791 – 10 października 1874), 3. książę Leinster
- William FitzGerald (ur. przed 1798)